# Sherlock Holmes i Bondefangerkløer
Pour plus de détails, voir Fiche technique et Distribution.
Sherlock Holmes i Bondefangerkløer est un film danois de Forrest Holger-Madsen, sorti en 1910.

## Fiche technique
- Titre original : Sherlock Holmes i Bondefangerkløer (en français Sherlock Holmes et les arnaqueurs)
- Titre anglais : The Confidence Trick
- Réalisation : Forrest Holger-Madsen[1]
- Production : Ole Olsen
- Société de production : Nordisk Film Kompagni
- Société de distribution : Nordisk Film Kompagni
- Pays d’origine :  Danemark
- Langue originale : danois
- Format : noir et blanc — 35 mm — 1,37:1 — Film muet
- Genre : film policier
- Durée : une bobine (266 mètres)
- Dates de sortie : 
  -  Danemark : 10 décembre 1910
  -  Royaume-Uni : 10 décembre 1910

## Distribution
- Otto Lagoni : Sherlock Holmes
- Ellen Kornbeck
- Axel Boesen
- Ella la Cour
- Rigmor Jerichau
- Victor Fabian
- Ingeborg Rasmussen